# Ali Mardan Khan Lur
Ali Mardan Khan Lur fou governador del Luristan (Pèrsia) a la primera meitat del segle xviii. Era de la tribu Fayli dels lurs.
Fou ferit a Fulnabat el 1722. Després va intentar anar en auxili d'Esfahan sense aconseguir-ho.